# Rhizopogon subalpinus
Rhizopogon subalpinus är en svampart som tillhör divisionen basidiesvampar, och som beskrevs av Alexander Hanchett Smith. Rhizopogon subalpinus ingår i släktet Rhizopogon, och familjen hartryfflar. Arten är reproducerande i Sverige.